# It's a Jersey Thing
«It's a Jersey Thing» (en España «Son cosas de Jersey» y en Hispanoamérica «Es cosa de Jersey») es el noveno episodio de la decimocuarta temporada de la serie animada de televisión South Park, y el episodio Nº 204 de la serie en general. Se estrenó en Comedy Central en Estados Unidos el 13 de octubre de 2010. En el episodio, Nueva Jersey está tomando rápidamente en el país un estado a la vez y su próxima parada es el estado donde está South Park. A medida que el derrame Jersey se prolonga en Colorado en el enfoque de South Park, la ciudad se mantiene firme contra el ataque.
El episodio fue escrito por el cocreador de la serie Trey Parker y está clasificado TV-MA LV en los Estados Unidos. En su estreno original estadounidense el 13 de octubre de 2010, «It's a Jersey Thing» fue visto por 3.253.000 espectadores, según la empresa Nielsen Media Research. Fue el mayor espectáculo visto con guion. Recibió una calificación de 1,9/5% de cuota entre los espectadores adultos entre las edades de 18 y 49. 
Este es el primer episodio que se anunció inmediatamente después de otro a transmitirse desde «The Passion of the Jew», todos los demás episodios desde la temporada 9 se han anunciado en un viernes o un lunes. Sin embargo, no es la primera en liberar un clip de previsualización de la derecha después del episodio anterior. El episodio «200» tenía una vista previa del clip lanzado para el día después de que el episodio antes de que, «You Have 0 Friends», salió al aire (aunque esa vista previa del clip no se utilizó en el episodio final).
El episodio gira en torno a la invasión de los Jerseyites, basada en los personajes de los reality show de MTV, como Jersey Shore y The Real Housewives of New Jersey in Bravo. También parodia el programa Jerseylicious on the Style Network, en las escenas en el salón de belleza. Se utiliza metraje de los créditos de apertura de la serie de MTV.

## Argumento
Cuando una familia de Nueva Jersey se muda a South Park, Sharon invita a la familia a su casa para la cena. La mujer le da mal gusto y se hace muy desagradable muy rápidamente, y entonces comienza a insultar a Sharon y sus amigos, lo que lleva a Sharon a insultarla con calma. La mujer se vuelve loca y rompe la mesa y sillas, pero con el tiempo se calma. Poco después, mucha gente de Nueva Jersey se mudan en South Park y todo el mundo empieza a enfadarse con ellos. Randy llama a una reunión en el Centro Comunitario County Park, donde se pone de manifiesto que Nueva Jersey está tratando de apoderarse del país y ya tiene todo lo que este de las Montañas Rocosas, con todos los de Colorado, en peligro de convertirse en "Jersey West" (en español "Jersey del Oeste"). 
Mientras tanto, Sheila revela que ella es originaria de Nueva Jersey, y que fue una vez una chica fiestera famoso, su apodo era "S-Woww-Tittybang". Cuando las otras familias se enteran, Cartman huye del grupo de Kyle, afirmando que si es Jersey, que es del todo malo. Más tarde esa noche, Kyle (en una parodia de la primera escena de la transformación en Teen Wolf), aparentemente incapaz de controlar sus acciones, comienza a cortar la grasa y su tupida Jewfro en un estilo similar al peinado de Pauly D de Jersey Shore. Kyle se sorprende aún más al encontrar a Sheila totalmente engalanada de esta manera, y ella revela que Kyle fue en realidad concebida en Newark y es descendiente de New Jersey, los Broflovskis se alejaron de New Jersey dos meses después del embarazo. Cada vez que uno de ellos esta alrededor de influencias de New Jersey, dice, van a empezar a mostrar el mismo comportamiento.
La desconfianza habitual de Cartman hacia Kyle se hace cada vez más fuerte, ya que Kyle es ahora el "tres de J" - "Ginger (pelirrojo en español), Jersey y Judío", aunque Stan y Kenny no les parece preocupante, ya que ellos ayudan a las otras personas del pueblo que tratan de expulsar a los Jerseyites. Al principio de la invasión, no parece tan malo, pero en un bar, Randy y otros hombres encuentran una criatura apenas humana y adicta al sexo - una Snooki. Después de que ella se escapa, Randy le pide ayuda al gobernador de California, Arnold Schwarzenegger, quien le dice que el Estado no puede ofrecer cualquier tipo de asistencia debido a problemas de presupuesto y la falta general de interés (desde Utah y Nevada se interponen entre California y la invasión). Del mismo modo, Japón también se niega a ayudar. En su desesperación, Randy envía una videocinta para la solicitud de ayuda de Al-Qaeda para Osama bin Laden.
A medida que los pobladores protegen las barricadas de las calles para evitar la invasión, Cartman le pide a Kyle su encuentro en el Sizzler, con la intención de encerrarlo en el congelador de carne para que no pueda ayudar a los Jerseyites. Una vez Cartman abre el congelador, Snooki aparece y empieza a violarlo. En ese momento Kyle se transforma completamente en un guido, con anillos y cadenas de oro del cuello y que se hace llamar "Kyley B", y procede a insultar y golpear a Snooki, hasta que huye del restaurante. En las calles, Randy interroga violentamente Michael "The Situation" Sorrentino, que sólo pueden responder "Es sólo cosa Jersey, ya sabes, solo tienes que ser de Jersey para entenderlo". 
La gente del pueblo mantenien a raya a las hordas de Jerseyites hasta que su munición se agota y su defensa parece inútil. Sin embargo, al igual que los invasores comienzan a invadir las barricadas, una flota de pilotos suicidas de Al Qaeda vuelan y chocan sus aviones en tierra, matando a todos. En una reunión de la ciudad poco después, Randy orgullosamente agradece a bin Laden por su ayuda en la detención de la invasión. Con los Jerseyites derrotados, Cartman le dice a Kyle: "Eres un monstruo, pero tú eres mi pequeño monstruo"- y al igual que bin Laden recibe una medalla de héroe, un comando de fuerzas especiales que entra y lo mata. Al principio la gente se sorprende, pero luego Randy exclama "¡Ya lo tenemos!"